# Amira Ghenim
Amira Ghenim, née en 1978 à Sousse, est une écrivaine et universitaire tunisienne. Elle est lauréate du Prix de la littérature arabe en 2024.

## Biographie
Elle naît en 1978 à Sousse. Après avoir obtenu un doctorat en linguistique, elle enseigne à l'université de Tunis et participe à des publications universitaires sur la linguistique et la traduction en tant qu'éditrice et rédactrice.
En 2014, elle participe à la production de l'émission radiophonique Femmes de mon pays.
Son roman L'affaire Dar El Akaber est traduit en plusieurs langues, dont le français en 2024 (Le désastre de la maison des notables). Il s'agit d'une saga familiale qui se déroule tout au long du XXe siècle, dans lequel les femmes se heurtent au système patriarcal. C'est également l'histoire de Tahar Haddad, qui publie en 1930 un essai progressiste et émancipateur, Notre femme dans la législation islamique et la société. Le Code du statut personnel, établi le 13 août 1956, s'inspire de cet essai.

## Publications
- (ar) نازلة دار الأكابر [« L'affaire Dar El Akaber »], Tunis, Masciliana,‎ 2021, 460 p. (ISBN 978-9938241402)[5] :
  - (it) La casa dei notabili  (trad. Barbara Teresi), Rome, Éditions e/o (it), 2023, 412 p. (ISBN 978-8833575544) ;
  - Le désastre de la maison des notables  (trad. Souad Labbize), Paris, Philippe Rey, 2024, 490 p. (ISBN 978-2384820924) ;
  - (en) A calamity of noble houses  (trad. Miled Faiza (en) et Karen McNeil), New York, Europa Editions, 2025, 376 p. (ISBN 979-8889660507) ;
- (ar) الملف الأصفر [« Le dossier jaune »], Tunis, Pop Libris,‎ 2023, 306 p. (ISBN 978-9938883862) ;
- (ar) تراب سخون [« Terre chaude »], Tunis, Masciliana,‎ 2024, 316 p. (ISBN 9-789938979558).

## Prix et distinctions
- 2014 : Prix de l'Union de radiodiffusion des États arabes (en)[1] ;
- 2020 : Prix spécial du jury des Comar d'or[6] ;
- 2024 : Prix de la littérature arabe[7].